# Michael Fischer (Theologe, 1962)
Michael Fischer (* 1962 in Reutlingen) ist ein deutscher römisch-katholischer Theologe und Hochschullehrer.

## Leben
Fischer studierte von 1984 bis 1993 katholische Theologie und Erziehungswissenschaft an der Universität Tübingen. 1998 promovierte er über Zukunftsoffene Gemeindeentwicklung. Das Rottenburger Modell auf dem pastoraltheologischen Prüfstand an der Universität Wien bei Paul Zulehner. 2008 folgte ebenda die Habilitation über Das konfessionelle Krankenhaus. Begründung und Gestaltung aus theologischer und unternehmerischer Perspektive. Von 1999 bis 2000 absolvierte Fischer zudem ein Masterstudium in Total Quality Management an der Technische Universität Kaiserslautern.
Von 1993 bis 1999 leitete Fischer die Geschäftsstelle des Dekanats Balingen. Seit 1999 ist er in unterschiedlichen Funktionen in der St. Franziskus-Stiftung Münster tätig. Er ist dort für die Bereiche Qualität, Ethik, Seelsorge und christliche Identität zuständig. Zudem ist er seit 2006 Lehrstuhlinhaber für Qualitätsmanagement an der UMIT Tirol und lehrt seit 2014 als Privatdozent am Institut für Religionspädagogik und Pastoraltheologie der Katholisch-Theologischen Fakultät der Universität Münster.
Er ist Mitglied in verschiedenen Ethikgremien wie beispielsweise dem Ethikkomitee des St. Franziskus-Hospitals Münster oder dem Ethikforum des Diözesancaritasverbandes des Bistums Münster.
Fischer beschäftigt sich mit den Themen Identität und Management der Caritas, Seelsorge und spiritual care, Qualität und Ethik im Gesundheitswesen, Pastorale Qualitäts- und Gemeindeentwicklung.

## Förderungen
- 2004–2005: Durchführung eines von der Volkswagenstiftung geförderten Forschungsprojekts im Rahmen des Brückenprogramms
- 2010: Preis für die Förderung des Dialogs von Wirtschaft, Ethik und Religion verliehen von der Industriellenvereinigung Österreichs und der Katholisch-Theologischen Privatuniversität Linz

## Ehrungen
- 2010: Lorenz-Werthmann-Preis des Deutschen Caritasverbandes für die Habilitationsschrift

## Schriften (Auswahl)
- Zukunft der Seelsorge im Gesundheitswesen. Zum Verständnis einer dynamischen Professionalität. Würzburg: Echter Verlag 2021. ISBN 978-3-429-05624-7.
- Zusammen mit Donatus Beisenkötter, Kita als Lebensort des Glaubens: Lambertus Verlag 2020. ISBN 978-3-7841-3068-2.
- Das konfessionelle Krankenhaus. Begründung und Gestaltung aus theologischer und unternehmerischer Perspektive (=LLG Leiten.Lenken.Gestalten. Theologie und Ökonomie, Bd. 27), 4. aktualisierte Aufl. Münster: LIT-Verlag 2019. ISBN 978-3-643-14427-0.
- (Hg.) Relevanz in neuer Vielfalt. Perspektiven für eine Krankenhausseelsorge der Zukunft. 2. Aufl. Rheinbach: CMZ Verlag 2019. ISBN 978-3-87062-304-3.
- (Hg.) Identität und Management. Christliche Bindung caritativer Einrichtungen, CMZ Verlag: Rheinbach 2017. ISBN 3-87062-197-4.
- Zusammen mit Alexis Fritz, Wolfgang Heinemann, Georg Beule, G., (Hg.), Entscheidungen im Management christlicher Organisationen: Lambertus Verlag 2016. ISBN 978-3-7841-3620-2
- (Hg.) Erkenntnis und Verantwortung. Anthropologische und theologische Bezugspunkte für das Gesundheitswesen: CMZ Verlag 2015. ISBN 978-3-87062-164-3
- Ehrenamtliche in der Krankenhausseelsorge. Freiburg i. Br.: Lambertus-Verlag 2014. ISBN 978-3-7841-2585-5.
- Barmherzigkeit provoziert. Vom heilenden Dienst zum kirchlichen Dienstleistungsunternehmen (= Mauritzer Schriften, Bd. 1). 2. Aufl., Rheinbach: CMZ Verlag 2012. ISBN 978-3-87062-132-2.
- Gemeindeentwicklung konkret. Ein Arbeitsbuch. München: Kösel-Verlag 2002. ISBN 978-3-466-36585-2.
- Zukunftsoffene Gemeindeentwicklung. Das Rottenburger Modell auf dem pastoraltheologischen Prüfstand. Mainz: Grünewald-Verlag 1999. ISBN 978-3-7867-2207-6.
- Herausgeber der Reihe Identität und Auftrag im Lambertus Verlag.